# SHOGUN 将軍

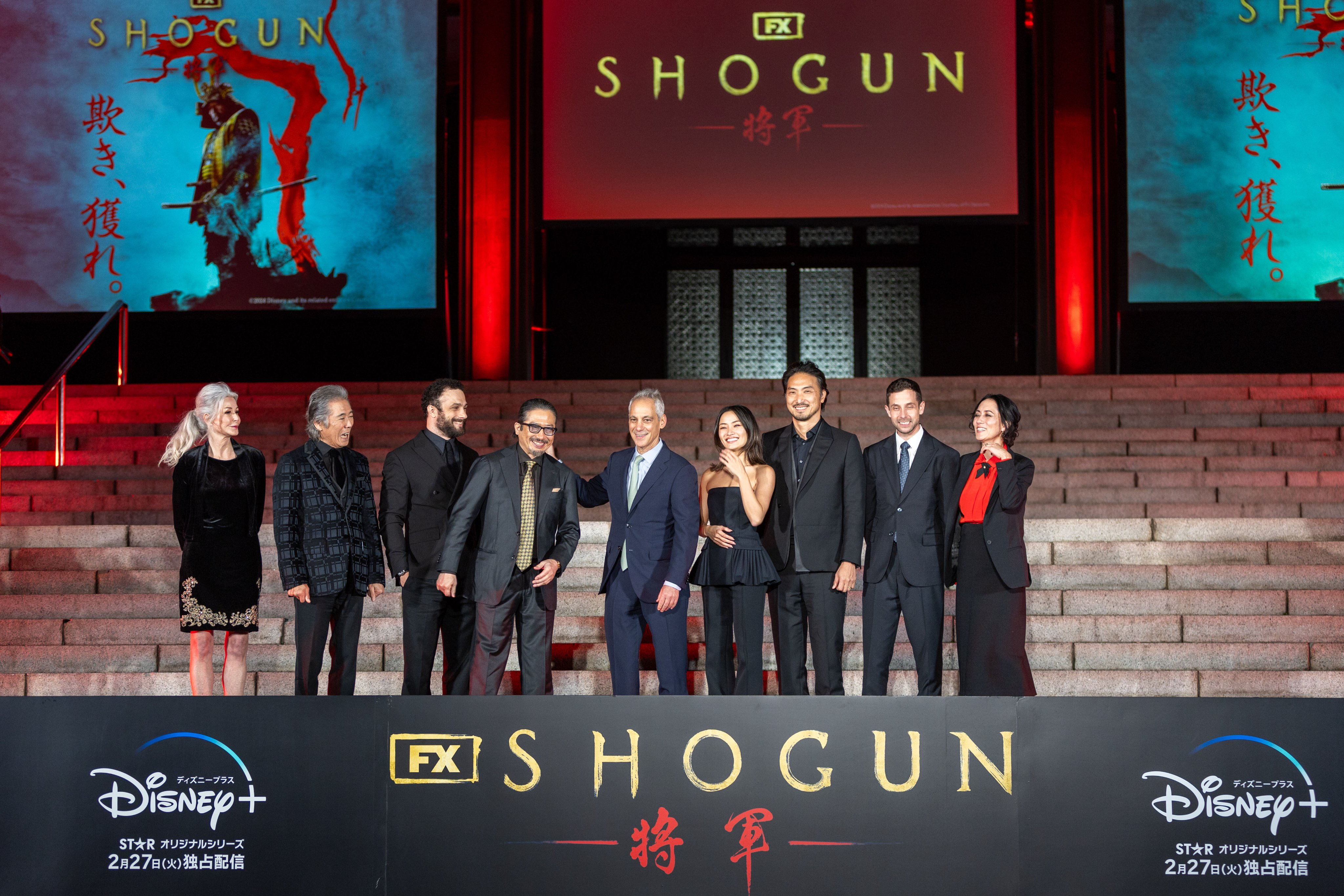
増上寺で行われた大ヒット祈念イベント。真田広之、コスモ・ジャーヴィス、アンナ・サワイらが参加。

『SHOGUN 将軍』（しょうぐん、Shōgun）は、2024年から放映・配信されているアメリカ合衆国の時代劇ドラマシリーズ。ジェームズ・クラヴェルの1975年の小説『将軍』を原作とし、レイチェル・コンドウとジャスティン・マークスが制作している。
真田広之、コスモ・ジャーヴィス、アンナ・サワイ、浅野忠信、平岳大、トミー・バストウ、二階堂ふみらのアンサンブル・キャストで、セリフの大部分は日本語である。
原作小説は、1980年にもリチャード・チェンバレン主演で『将軍 SHŌGUN』としてドラマ化されており、本作はそのリメイクになる。

## あらすじ
『将軍』は、「異なる世界の二人の野心家と謎の女性の衝突」を描く。冒険心溢れるイギリスの船乗りジョン・ブラックソーンは、危険を顧みず日本に難破し、異文化に触れていく中で次第に自己を見つめ直していく。強大な権力を持ち狡猾な大名である吉井虎永は、自身にとって脅威となる権力と対立している。貴重な技術を持つが家柄の柵によって名誉を傷つけられているレディ・マリコ（戸田鞠子）は自身の価値と忠誠心を証明する必要に迫られている。

## キャスト
史実で相当するキャラクターは［］内で表記。
- 吉井虎永［徳川家康］[7] - 真田広之[8]（12歳時：カイ・コールター）
- ジョン・ブラックソーン（英語版） / 按針［ウィリアム・アダムス/三浦按針］[7] - コスモ・ジャーヴィス[8]
- 戸田鞠子［細川ガラシャ］[7] - アンナ・サワイ[8]（幼少期：マナ・ナカムラ）
- 樫木藪重［本多正信］ - 浅野忠信[8]
- 樫木央海［本多正純］ - 金井浩人[8]
- 石堂和成［石田三成］ - 平岳大[8]
- 宇佐見藤 - 穂志もえか[8]
- 戸田文太郎広勝［細川忠興］ - 阿部進之介[8]
- 戸田広松［細川藤孝］ - 西岡徳馬[8]
- 村次/殿本顕直 - 竹嶋康成
- 吉井長門［松平忠吉］ - 倉悠貴[8]
- 落葉の方［淀殿］ - 二階堂ふみ[8]（幼少期〈瑠璃姫〉：ミラ・ミヤガワ）
- 桐の方［阿茶局］ - 洞口依子
- ロドリゲス司祭 - ネスター・カーボネル
- マルティン・アルヴィト司祭［ジョアン・ロドリゲス］ - トミー・バストウ
- 中村八重千代［豊臣秀頼］ - セン・マーズ
- 中村秀俊（太閤）［豊臣秀吉］ - 螢雪次朗
- 大蓉院［高台院］ - AKO
- 大野晴信［大谷吉継］ - 黒川武
- 木山右近定長［小西行長］ - 井田裕基
- 杉山如水［前田利家］ - 戸田年治（ドイツ語版）
- 伊藤輝鈍［宇喜多秀家］ - 篠井英介
- 明智仁斎［明智光秀］- ユタカ・タケウチ
- 黒田信久［織田信長］[1] - 尾崎英二郎
- お菊 - 向里祐香
- 吟 - 宮本裕子
- 五十嵐芳朋 - ヒロ・カナガワ
- 静の方 - マコ・フジモト
- 奈津の方 - 新山はるの
- 武丸 - 祁答院雄貴
- 増次郎 - ブランドン・ノムラ
- 宇佐見忠義 - 高尾悠希
- 勢津 - こばやしあきこ
- 根原丞善 - ノブヤ・シマモト
- 戸田龍司 - ユウア・ヤマナカ
- 植次郎 - 田尻純一
- セバスチオ司祭 - ポール・モニス・デ・サ
- 樫木早貴 - マナミ・ハラ
- デラクァ - ポーリーノ・ヌネス
- フェレイラ - ルイス・フェレイラ
- 弥生 - エリサ・イチカワ
- 花 - アユミ・モリタ
- 佐伯信辰 - 奥野瑛太
- 溝口雅隆 - 平川貴彬
- 瀬良 - ヨシ天尾（英語版）
- 伴野 - ヒトシ・マサキ
- 沼田 - タカヒロ・イノウエ
- 吉井琳［崇源院］ - 五十嵐晴香
- 義房 - 小山田匠
- サラモン - ダコタ・ドールビー（英語版）
- 宮井和直 - 南博男
- 阿木の方 - 森田友希
- 秋田義直 - ケンジ・サトー
- 住吉旅人 - 加藤龍太
- パーシー - アズリエル・ダルマン
- ナイジェル - ジョン・J・J・ミラー

## 各話
| 通算 話数 | タイトル                                              | 監督                           | 脚本                                          | 放送日        | 米国視聴者数 (百万人) |
| --------- | ----------------------------------------------------- | ------------------------------ | --------------------------------------------- | ------------- | --------------------- |
| 1         | "按針" (英語: Anjin)                                  | ジョナサン・ヴァン・タルケン   | レイチェル・コンドウ & ジャスティン・マークス | 2024年2月27日 | 0.764                 |
| 2         | "二人の主君に仕えて" (英語: Servants of Two Masters)  | ジョナサン・ヴァン・タルケン   | レイチェル・コンドウ & ジャスティン・マークス | 2024年2月27日 | 0.764                 |
| 3         | "明日は明日" (英語: Tomorrow Is Tomorrow)             | シャーロット・ブランドストロム | シャノン・ゴス                                | 2024年3月5日  | 0.492                 |
| 4         | "八重垣" (英語: The Eightfold Fence)                  | フレデリック・E・O・トーイ     | ナイジェル・ウィリアムズ & エミリー・ヨシダ   | 2024年3月12日 | 0.517                 |
| 5         | "父の怒り" (英語: Broken to the Fist)                 | フレデリック・E・O・トーイ     | マット・ランバート                            | 2024年3月19日 | 0.554                 |
| 6         | "うたかたの女たち" (英語: Ladies of the Willow World) | ヒロミ・カマタ                 | メーガン・ホアン                              | 2024年3月26日 | 0.523                 |
| 7         | "線香一本の時" (英語: A Stick of Time)                | 福永壮志                       | マット・ランバート                            | 2024年4月2日  | 0.540                 |
| 8         | "奈落の底" (英語: The Abyss of Life)                  | エマニュエル・オセイ＝クフォー | シャノン・ゴス                                | 2024年4月9日  | 0.436                 |
| 9         | "紅天" (英語: Crimson Sky)                            | フレデリック・E・O・トーイ     | レイチェル・コンドウ & ケイリン・プエンテ     | 2024年4月16日 | 0.538                 |
| 10        | "夢の中の夢" (英語: A Dream of a Dream)               | フレデリック・E・O・トーイ     | メーガン・ホアン & エミリー・ヨシダ           | 2024年4月23日 | 0.625                 |

## 制作

### シーズン1

#### 企画
2018年8月のテレビ批評家協会の夏のプレスツアーで、FXは新たな「Shogun」のアダプテーションを制作することを発表し、シリーズ製作を直接発注した。
製作総指揮には、アンドリュー・マクドナルド、アロン・ライヒ、マイケル・デ・ルカ、ミカエラ・クラヴェル、ティム・ヴァン・パタン、ユージーン・ケリー、ロナン・ベネットの参加が望まれていた。エグゼクティブ・プロデューサーにジャスティン・マークス、レイチェル・コンドウ、ミカエラ・クラベル、エドワード・L・マクドネル、マイケル・デ・ルーカ。ヴァン・パタンも監督として参加し、ベネットも脚本を手掛ける。シリーズの製作会社は、FXプロダクションとDNAテレビジョンが担当。制作費は1話あたり数十億円とされ、10話で計100億円以上とされる。

#### 脚本
2020年1月には、元の脚本家であるロナン・ベネットが作業を続けることができなくなったため、新たな脚本家兼エグゼクティブプロデューサーのジャスティン・マークスと彼の妻で監督補佐プロデューサーのレイチェル・コンドウが一からやり直した。シリーズの執筆チームには、共同エグゼクティブプロデューサーのシャノン・ゴス、コンサルティングプロデューサーのマット・ランバート、脚本編集者のメーガン・ホアン、スタッフライターのエミリー・ヨシダも参加している。マークスとコンドウは、1980年の『将軍 SHŌGUN』のようなハリウッドチックではなく、細部にこだわり、現代人に日本の文化が伝わるような脚本にするため、1年以上を費やした。また真田には当初、主演を依頼したものの、後にプロデューサーとしての参加をも要請した。最初の脚本段階では英語、それを日本語に直訳し、別の脚本家が時代劇の言い回しに書き換える、さらに英訳し直して字幕をつけるという手間のかかる作業が行われた。

#### キャスティング
これまでハリウッドで制作された日本の時代劇作品は、役に最も適した俳優ではなく、英語が話せる日本人の中で最適な俳優を選ぶことになってしまっていたが、英語を喋らなくてもよくなったことで、日本の錚々たる俳優陣のキャスティングを可能にした。

#### 将軍 SHŌGUNとの違い
1980年の『将軍 SHŌGUN』は、アメリカと日本双方の資本で制作され、台詞の大部分が英語で、日本語が出て来るときは「ブラックソーンの視点」だからという理由で字幕も付けず、アメリカの視聴者は日本語の台詞を「音響効果」のように聞いた。日本ではテレビ朝日が英語の台詞に日本語の字幕を付けて放映した。『将軍 SHŌGUN』は、日本の戦国時代を舞台にしていながら、物語の焦点が過度に英国人航海士に偏っている、とも評され、当時の日本文化を、オリエンタリズムの視線で誇張して描写している、という指摘もあった。これに対して本作は、英国人航海士を演じたコスモ・ジャーヴィスを除くと主演・助演から端役に至るまでほとんど日本人が演じ、内容の展開も当時の権力者を中心としたものだった、と現地メディアは報じている。台詞は70％以上が日本語で、英語の字幕でも見ることができる。『将軍 SHŌGUN』以外もこれまでハリウッドで日本の時代劇が作られたことはあったが、台詞は英語が中心。ハリウッドでは台詞は英語だけか、英語に吹き替えをするのが半ば常識だった。総指揮のジャスティン・マークスは「当初、ハリウッドがこの数十年、日本を描く時『どんな間違いを犯したか』ずっと真田さんと議論しました。互いを尊重する"言語"。ハリウッドと日本が力を合わせた時に、観た人をあっと言わせる方法を模索しました」と述べている。

#### 美術・時代考証等
真田広之は主演とプロデューサーも兼任した。真田は「日本人が見てもおかしくない日本を描こう」という原則にこだわった。真田は「誤解された日本を描く時代を終わらせたかった」と語り、エミー賞受賞時には「こだわったのはauthentic。私が演じた役は、歴史上実在する家康という戦国の世を終わらせた人物です。皆さんが思うSAMURAI（ハリウッドがこれまで描いてきたSAMURAI）とは違います。今回はオーセンティックにこだわりました」「今回の作品は東（東洋）と西（西洋）が壁を越えて互いを尊重する夢のようなプロジェクトだった。世界と本当に通じ合う日本の時代劇を作り、うれしく思う」などと語った。
真田の原点とも言えるのが、時代劇の名作を多数生み出した京都の東映太秦映画村と東映京都撮影所（以下、東映京都）。1978年の東映『柳生一族の陰謀』を皮切りに、10代のころから、多くの時代劇に出演しキャリアを積んできた。一時期は製作の拠点＝スタッフルームは、東映京都に置かれた。当初は一部の場面を日本国内で撮影する構想もあったが、世界的な新型コロナウイルスの流行もあり、カナダ・バンクーバーに変更して撮影されることになった。しかし、真田は旧知の着物スペシャリストを東映京都から呼び寄せるなど、自ら美術、衣装、メーク、所作など、時代劇のあらゆる分野のスペシャリストを日本から招集、日本から多くのキャスト・スタッフが渡航し、日本流の時代劇作りに情熱を注いだ。
真田ら製作陣が重視したのは、日本では時代劇と呼ばれる戦国ドラマを、究極のレベルに高めることだった。これまで日系と他のアジア系が混同されがちだったハリウッドの価値観に挑戦するかのごとく、真田はすべての日本人の役を、日本人、または日本にルーツを持つ俳優が演じるよう提案。キャスティングはこの方針の基に行われ、エキストラについてもカナダに駐在している日本人や日系人を起用した。また、登場人物の言葉使いから座り方などの細部にまでこだわり、舞台美術や小道具のスタッフも、日本の文化を理解している日本人を起用する徹底ぶりを見せた。撮影現場ではあらゆるディテールが歴史的、文化的にふさわしくなるように立ち振る舞いから、周りとの接し方など細かい所作まで演出指導が行われた。
これまでにハリウッドで描かれた日本は、日本人から見ると「ヘンテコ日本」としか言いようがない描写や舞台美術、衣装などで溢れ返っていたが、『SHOGUN 将軍』がその方向を軌道修正し、大きくハードルを上げたとも評される。海外のスタッフや出演者らには、日本の歴史や文化をまとめ日本を正しく理解してもらうための約900ページにも及ぶマニュアルを作成。撮影セットの畳には土足厳禁、ケータリングには日本食を用意し、衣裳の家紋の位置から、わらじの履き方、兵隊が持つ銃や槍を全員に右手で持たせたり、お城に農民を入れないようにするなど細かく指導し、妥協を許さない作品づくりが行われた。真田は自身が出演しない日も撮影現場に通い、日本の文化が正しく描写されるよう指導したと言われる。また、不自然な日本の描写を正すために編集作業にも加わり、1年半かけてすべての編集、レコーディング、VFXを自身で確認した。
2003年のトム・クルーズ主演『ラスト サムライ』で注目された真田は、同作品への出演を機にハリウッドに移住、海外に軸足を移し20年。真田は当時から「日本の武士道や、日本の時代劇をちゃんとハリウッドで表現することができない、俳優だけでは全てやり遂げられない、口出せないことも多い」と悔しがり、「誤解に満ちた日本人像が今まで結構多かった。僕たちの時代でそれを払拭したい」と願っていたと言われる。真田のたゆまぬ献身と努力が、ようやくハリウッドで報われたとも評され、エンターテイメント作品を通じて、日本大使的な役割も担う真田の集大成的な作品となったとも称賛される。

#### 撮影
シリーズの主要な撮影は2019年3月に日本とイギリスで開始する予定だったが、ネットワークは製作が十分な状態に達していないと感じ、より高い目標を目指したいと考えたため、撮影は延期。後に新型コロナウイルスの世界的流行もあり、これらの国での撮影は断念した。
カナダ・バンクーバーに巨費を投じて城の内部や村のセットを建設。シリーズの主要な撮影は2021年9月22日バンクーバーで始まり、2022年7月2日まで続き、予定よりも2か月間延長された。

#### 音楽・サウンドトラック
サウンドトラックは、アカデミー賞受賞作曲家のアッティカス・ロス、レオポルド・ロス、ニック・チューバが作曲を担当。このロサンゼルスの作曲家チームに日本から石田多朗がアレンジャーとして加わり、4人体制で制作が進められた。石田は雅楽や日本の伝統音楽に関するアレンジやレコーディングを全面的に手掛けた。
2025年2月2日開催の第67回グラミー賞の最優秀映像作品スコア・サウンドトラック賞にノミネートされていたが、受賞を逃した。

### シーズン2・3
2024年5月16日に第2シーズンと第3シーズンの制作が発表された。
2025年4月30日、2026年1月から前シーズンと同じカナダのバンクーバーにて第2シーズンの撮影を開始することを発表した。舞台設定は前シーズンの10年後の日本となる予定。

## 公開
第1シーズンは2024年2月27日にアメリカではFX on HuluとFXで、日本ではDisney+で公開された。
後述のエミー賞受賞を受けて、2024年11月16日から8日間、全国約200の映画館でも1話と2話を上映する予定。

### メイキング番組
2024年4月には、Disney+で制作陣が本作のアクションシーンのこだわりについて語るインタビュー及びメイキング番組『The Making Of Shogun』が公開された。

## 評価

### 再生回数
初回エピソードの世界配信開始から6日間で900万回の再生回数を記録した。これは同じくDisney+にて配信されたリアリティ番組『カーダシアン家のセレブな日常』のシーズン1を上回り、世界配信されたドラマシリーズの再生回数としては歴代1位である。また、Huluで配信されたFX制作の番組としても、同期間の再生回数が2023年に配信開始されたコメディドラマシリーズ『一流シェフのファミリーレストラン』のシーズン2を上回り1位となった。

### 批評
本作は欧米主要メディアの映画評ではおおむね好意的に受け止められた。とりわけ慎重に監修を受けた日本文化の表現がドラマの重厚さを担保していると称賛されたほか、中心人物を演じた真田広之だけでなく浅野忠信、穂志もえかといった役者の日本語の演技も総じて高く評価されており、中世ファンタジー『ゲーム・オブ・スローンズ』につづく重要なドラマとも評されている。
またニューヨークに本拠を置くメディア博物館のキュレーターは日本メディアの取材に答えて、日本の現代のアニメ、漫画、映画に親しんだアメリカの視聴者にとって「日本の戦国時代」という特殊な設定が魅力的だったという見方を示している。
アメリカの映画評論サイトであるRotten Tomatoesでの批評家スコアは2024年9月中旬の時点で99％、39人のトップ批評家に限ると100％の評価スコアとなっている。

### 批判
ニューヨーク・タイムズ紙は、中心人物であるはずの「按針」を演じるコスモ・ジャーヴィスの存在感が薄いため物語の展開に説得性を欠いていると批判している。また同紙は、1980年版に比べて異文化の尊重という視点が盛り込まれた点は評価できるものの、物語全体は結局「不思議な異文化をながめる欧米人の視点」という構造を抜け切れておらず、アジア人女性に対する性的興味などアメリカ人の先入観を下敷きにする点も変わっていない、などと指摘している。
1980年のNBCテレビ版を制作した監督のジェリー・ロンドンはハリウッド・リポーターとのインタビューにおいて、「（彼らは基本的に日本向けに作ったので）とても専門的で、アメリカの視聴者には理解しにくい。私は全話見ましたが、最後まで見続けるのはとても難しい。エミー賞を受賞したのは、対抗できる大作がなく、競合が少なかったからといえる」と述べている。
史実と異なる点についての批判もあり、歴史評論家の香原斗志は武士が簡単に刀を抜いたり、漂着した船の船員に対して虐待を行うなどの場面は史料に記録されていないと指摘した上で、「ハラキリやゲイシャから抜け出せていない」と述べている。なお、これらの場面は原作小説にも記述されているほか、1980年のNBCテレビ版でも再現されており、当時も同様の指摘や批判が発生している。

### 受賞・ノミネート
アメリカメディアや業界関係者の間では『SHOGUN』は、派手なハリウッド・キャンペーンも展開せず、「レーダー外」の存在だったと言われる。2024年9月15日にロサンゼルスで授賞式が行われる第76回プライムタイム・エミー賞では作品賞や主演男優賞など、25の部門にノミネートされ業界を驚かせた。作品賞に英語以外の作品がノミネートされたのは第74回プライムタイム・エミー賞（2022年）の『イカゲーム』（Netflix制作）以来、2年ぶりである。
また、エミー賞では11人の日本人がノミネートされ、過去最多となった。本作品に出演した真田広之や浅野忠信などもノミネートされたが、日本人が俳優部門にノミネートされるのは第59回プライムタイム・エミー賞（2007年）でノミネートされたマシ・オカ（NBC制作『HEROES』）以来、17年ぶりとなった。
2024年9月8日、エミー賞の授賞式に先駆けて、技術系や美術系などの一部部門が発表され、撮影賞や視覚効果賞などで受賞。この時点でこれまでテレビ番組の単一シーズンとしては最多の受賞記録となっていた『ゲーム・オブ・スローンズ』（HBO制作、第67回（2015年）・第68回（2016年）・第71回（2019年））の12冠を上回る14冠を獲得した。
2024年9月15日、エミー賞の授賞式が行われ、フレデリック・E・O・トーイが監督賞、アンナ・サワイが主演女優賞、真田が主演男優賞、本作品が作品賞をそれぞれ受賞した。日本人が俳優賞の主要部門で、非英語作品が作品賞で受賞したのは初めてである。エミー賞では同賞創設以来過去最多となる合計18冠を獲得。真田は「これまで時代劇を継承して支えてきてくださった全ての方々、そして監督や、諸先生方に心より御礼申し上げます。あなた方から受け継いだ情熱と夢は海を渡り、国境を越えました。Thank you so much!!」と日本語でスピーチした。
2025年1月5日、第82回ゴールデングローブ賞の授賞式では、テレビ部門でドラマシリーズの作品賞を始め、主演の真田広之とアンナ・サワイには、テレビ部門ドラマシリーズの男優賞と女優賞が、浅野忠信にテレビ部門の助演男優賞が贈られ、ノミネートされた4部門の全てで受賞を果たした。日本人の主演男優賞、助演男優賞受賞は初めて、主演女優賞受賞は『将軍 SHŌGUN』（NBC制作）のまり子役を演じた島田陽子以来、2人目となった。
2025年2月8日、米放送映画批評家賞「クリティクス・チョイス・アワード」において作品賞を受賞し、真田広之が主演男優賞、浅野忠信が助演男優賞、穂志もえかが助演女優賞を受賞したことで4冠を達成した。
2025年2月23日、第31回全米映画俳優組合賞（SAG賞）の授賞式では、テレビドラマシリーズ部門では最高位となるアンサンブル賞及びスタント賞を受賞したのを始め、主演の真田広之とアンナ・サワイには、テレビ部門ドラマシリーズの男優賞と女優賞をそれぞれ受賞した。SAG賞における日本人のノミネートは第13回全米映画俳優組合賞（2007年）で助演女優賞にノミネートされた菊地凛子（パラマウント・ヴァンテージ配給『バベル』）以来18年ぶり、SAG賞の日本人受賞としては初めてとなった。
| 賞                                                     | 授賞日         | 部門                                                         | 対象 | 結果       | 出典            |
| ------------------------------------------------------ | -------------- | ------------------------------------------------------------ | --- | ---------- | --------------- |
| 第1回ゴッサムTV賞                                      | 2024年6月4日   | ブレイクスルー・リミテッドシリーズ賞                         | 『SHOGUN 将軍』 | ノミネート | [ 92 ] [ 93 ]   |
| 第1回ゴッサムTV賞                                      | 2024年6月4日   | リミテッドシリーズ俳優賞                                     | 真田広之 | ノミネート | [ 92 ] [ 93 ]   |
| 第1回ゴッサムTV賞                                      | 2024年6月4日   | リミテッドシリーズ俳優賞                                     | アンナ・サワイ | ノミネート | [ 92 ] [ 93 ]   |
| 第40回TCA賞                                            | 2024年7月12日  | 年間番組賞                                                   | 『SHOGUN 将軍』 | 受賞       | [ 94 ]          |
| 第40回TCA賞                                            | 2024年7月12日  | ドラマ賞                                                     | 『SHOGUN 将軍』 | 受賞       | [ 94 ]          |
| 第40回TCA賞                                            | 2024年7月12日  | 新番組賞                                                     | 『SHOGUN 将軍』 | 受賞       | [ 94 ]          |
| 第40回TCA賞                                            | 2024年7月12日  | ドラマ俳優賞                                                 | アンナ・サワイ | 受賞       | [ 94 ]          |
| 第40回TCA賞                                            | 2024年7月12日  | ドラマ俳優賞                                                 | 真田広之 | ノミネート | [ 94 ]          |
| ドリアンTV賞                                           | 2024年8月12日  | ドラマ作品賞                                                 | 『SHOGUN 将軍』 | ノミネート | [ 95 ]          |
| ドリアンTV賞                                           | 2024年8月12日  | 非英語作品賞                                                 | 『SHOGUN 将軍』 | 受賞       | [ 95 ]          |
| ドリアンTV賞                                           | 2024年8月12日  | ヴィジュアル・ストライキング賞                               | 『SHOGUN 将軍』 | ノミネート | [ 95 ]          |
| ドリアンTV賞                                           | 2024年8月12日  | ドラマシリーズ主演俳優賞                                     | アンナ・サワイ | ノミネート | [ 95 ]          |
| ドリアンTV賞                                           | 2024年8月12日  | ドラマシリーズ助演俳優賞                                     | 穂志もえか | ノミネート | [ 95 ]          |
| 第76回プライムタイム・クリエイティブ・アーツ・エミー賞 | 2024年9月7-8日 | 短編ノンフィクション/リアリティ・シリーズ部門作品賞          | 『SHOGUN 将軍』 | 受賞       | [ 96 ] [ 97 ]   |
| 第76回プライムタイム・クリエイティブ・アーツ・エミー賞 | 2024年9月7-8日 | ドラマ・シリーズ部門ゲスト男優賞                             | ネスター・カーボネル | 受賞       | [ 96 ] [ 97 ]   |
| 第76回プライムタイム・クリエイティブ・アーツ・エミー賞 | 2024年9月7-8日 | 歴史劇/ファンタジー部門美術賞                                | ヘレン・ジャーヴィス クリス・バーチ リサ・ランカスター ジョナサン・ランカスター 「安針」 | 受賞       | [ 96 ] [ 97 ]   |
| 第76回プライムタイム・クリエイティブ・アーツ・エミー賞 | 2024年9月7-8日 | ドラマ・シリーズ部門キャスティング賞                         | ラウラ・シフ キャリー・オーディノ 川村恵 モウリーン・ウェブ コリーン・ボルトン | 受賞       | [ 96 ] [ 97 ]   |
| 第76回プライムタイム・クリエイティブ・アーツ・エミー賞 | 2024年9月7-8日 | 1時間シリーズ部門撮影賞                                      | クリストファー・ロス 「安針」 | ノミネート | [ 96 ] [ 97 ]   |
| 第76回プライムタイム・クリエイティブ・アーツ・エミー賞 | 2024年9月7-8日 | 1時間シリーズ部門撮影賞                                      | サン・マッカーディ 「紅天」 | 受賞       | [ 96 ] [ 97 ]   |
| 第76回プライムタイム・クリエイティブ・アーツ・エミー賞 | 2024年9月7-8日 | 歴史劇部門衣装賞                                             | カルロス・ロザリオ クリステン・ボンド 田中謙一 ポーラ・プラシー 「うたかたの女たち」 | 受賞       | [ 96 ] [ 97 ]   |
| 第76回プライムタイム・クリエイティブ・アーツ・エミー賞 | 2024年9月7-8日 | 歴史劇/キャラクター部門ヘアスタイリング賞                    | サンナ・カーリナ・セッパネン マライア・クロウリー マディソン・ガレスピー ナクリー・キーオ ジャニス・ベッカリング 「線香一本の時」                                                                    | 受賞       | [ 96 ] [ 97 ]   |
| 第76回プライムタイム・クリエイティブ・アーツ・エミー賞 | 2024年9月7-8日 | メインタイトルデザイン賞                                     | ナディア・ツオ マイク・ツェン アレックス・シルヴァー リー・バックレー イリヤ・ツェリューチン イヴァン・ラリモア                                                                                      | 受賞       | [ 96 ] [ 97 ]   |
| 第76回プライムタイム・クリエイティブ・アーツ・エミー賞 | 2024年9月7-8日 | 非人工装具部門メイクアップ賞                                 | レベッカ・リー クリスタル・デヴリン アンバー・トルドー アンドレア・アルカラ レスリー・グラハム クリスタ・ハン マイク・フィールズ エミリー・ウォルシュ 「奈落の底」                                   | 受賞       | [ 96 ] [ 97 ]   |
| 第76回プライムタイム・クリエイティブ・アーツ・エミー賞 | 2024年9月7-8日 | 人工装具部門メイクアップ賞                                   | トビー・リンダラ ブリー＝アンナ・レト スージー・クリマック 「夢の中の夢」 | 受賞       | [ 96 ] [ 97 ]   |
| 第76回プライムタイム・クリエイティブ・アーツ・エミー賞 | 2024年9月7-8日 | シリーズ音楽構成部門音楽賞                                   | アッティカス・ロス レオポルド・ロス ニック・チューバ 「二人の主君に仕えて」 | ノミネート | [ 96 ] [ 97 ]   |
| 第76回プライムタイム・クリエイティブ・アーツ・エミー賞 | 2024年9月7-8日 | テーマ曲賞                                                   | アッティカス・ロス レオポルド・ロス ニック・チューバ | ノミネート | [ 96 ] [ 97 ]   |
| 第76回プライムタイム・クリエイティブ・アーツ・エミー賞 | 2024年9月7-8日 | ドラマ・シリーズ部門編集賞                                   | マリア・ゴンザレス 三宅愛架 「夢の中の夢」 | 受賞       | [ 96 ] [ 97 ]   |
| 第76回プライムタイム・クリエイティブ・アーツ・エミー賞 | 2024年9月7-8日 | 1時間コメディ/ドラマ・シリーズ部門音響編集賞                 | ブライアン・A・アームストロング ベンジャミン・クック ジェームズ・ギャリヴァンジョン・クリード 山内あや子 マーク・ヘイルストン ケン・ケイン メリッサ・ムイク マット・サリブ サナ・ケリー 「父の怒り」 | 受賞       | [ 96 ] [ 97 ]   |
| 第76回プライムタイム・クリエイティブ・アーツ・エミー賞 | 2024年9月7-8日 | 1時間コメディ/ドラマ・シリーズ部門音響賞                     | スティーヴ・ペダーソン グレッグ・P・ラッセル マイケル・ウィリアムソン 赤工隆 アーノ・ステファニアン 「父の怒り」                                                                                     | 受賞       | [ 96 ] [ 97 ]   |
| 第76回プライムタイム・クリエイティブ・アーツ・エミー賞 | 2024年9月7-8日 | 視覚効果賞                                                   | マイケル・クリエット メロディ・ミード ジェド・グラスフォード キャメロン・ウォルドバウアー フィリップ・イングストローム チェルシー・ミロス エド・ブルース ニコラス・マーフィー カイル・ロットマン     | 受賞       | [ 96 ] [ 97 ]   |
| 第76回プライムタイム・クリエイティブ・アーツ・エミー賞 | 2024年9月7-8日 | スタントパフォーマンス賞                                     | 南博男 帯金伸行 マーティン・コーチンコ ジョンソン・ファン 「八重垣」 | 受賞       | [ 96 ] [ 97 ]   |
| 第76回プライムタイム・エミー賞                         | 2024年9月15日  | ドラマ・シリーズ部門作品賞                                   | 『SHOGUN 将軍』 | 受賞       | [ 98 ] [ 99 ]   |
| 第76回プライムタイム・エミー賞                         | 2024年9月15日  | ドラマ・シリーズ部門主演男優賞                               | 真田広之 | 受賞       | [ 98 ] [ 99 ]   |
| 第76回プライムタイム・エミー賞                         | 2024年9月15日  | ドラマ・シリーズ部門主演女優賞                               | アンナ・サワイ | 受賞       | [ 98 ] [ 99 ]   |
| 第76回プライムタイム・エミー賞                         | 2024年9月15日  | ドラマ・シリーズ部門助演男優賞                               | 浅野忠信 | ノミネート | [ 98 ] [ 99 ]   |
| 第76回プライムタイム・エミー賞                         | 2024年9月15日  | ドラマ・シリーズ部門助演男優賞                               | 平岳大 | ノミネート | [ 98 ] [ 99 ]   |
| 第76回プライムタイム・エミー賞                         | 2024年9月15日  | ドラマ・シリーズ部門監督賞                                   | フレデリック・E・O・トーイ 「紅天」 | 受賞       | [ 98 ] [ 99 ]   |
| 第76回プライムタイム・エミー賞                         | 2024年9月15日  | ドラマ・シリーズ部門脚本賞                                   | レイチェル・コンドウ ジャスティン・マークス 「安針」 | ノミネート | [ 98 ] [ 99 ]   |
| 第76回プライムタイム・エミー賞                         | 2024年9月15日  | ドラマ・シリーズ部門脚本賞                                   | レイチェル・コンドウ ケイリン・プエンテ 「紅天」 | ノミネート | [ 98 ] [ 99 ]   |
| 2024アストラTV賞                                       | 2024年12月8日  | ストリーミング・ドラマシリーズ作品賞                         | 『SHOGUN 将軍』 | 受賞       | [ 100 ]         |
| 2024アストラTV賞                                       | 2024年12月8日  | ストリーミング・ドラマシリーズ主演男優賞                     | コスモ・ジャーヴィス | ノミネート | [ 100 ]         |
| 2024アストラTV賞                                       | 2024年12月8日  | ストリーミング・ドラマシリーズ主演男優賞                     | 真田広之 | 受賞       | [ 100 ]         |
| 2024アストラTV賞                                       | 2024年12月8日  | ストリーミング・ドラマシリーズ主演女優賞                     | アンナ・サワイ | 受賞       | [ 100 ]         |
| 2024アストラTV賞                                       | 2024年12月8日  | ストリーミング・ドラマシリーズ監督賞                         | ジョナサン・バン・タルケン 「安針」 | ノミネート | [ 100 ]         |
| 2024アストラTV賞                                       | 2024年12月8日  | ストリーミング・ドラマシリーズ脚本賞                         | レイチェル・コンドウ ジャスティン・マークス 「安針」 | ノミネート | [ 100 ]         |
| 2024アストラTV賞                                       | 2024年12月8日  | ストリーミング・ドラマシリーズ・ゲスト女優賞                 | 宮本裕子 | ノミネート | [ 100 ]         |
| 第82回ゴールデングローブ賞                             | 2025年1月5日   | テレビドラマ作品賞ドラマ部門                                 | 『SHOGUN 将軍』 | 受賞       | [ 101 ]         |
| 第82回ゴールデングローブ賞                             | 2025年1月5日   | テレビドラマ男優賞                                           | 真田広之 | 受賞       | [ 101 ]         |
| 第82回ゴールデングローブ賞                             | 2025年1月5日   | テレビドラマ女優賞                                           | アンナ・サワイ | 受賞       | [ 101 ]         |
| 第82回ゴールデングローブ賞                             | 2025年1月5日   | テレビドラマ助演男優賞                                       | 浅野忠信 | 受賞       | [ 101 ]         |
| 第52回サターン賞                                       | 2025年2月2日   | アドベンチャーテレビ賞                                       | 『SHOGUN 将軍』 | ノミネート | [ 102 ]         |
| 第30回クリティクス・チョイス・アワード                 | 2025年2月7日   | ドラマシリーズ作品賞                                         | 『SHOGUN 将軍』 | 受賞       | [ 106 ] [ 107 ] |
| 第30回クリティクス・チョイス・アワード                 | 2025年2月7日   | ドラマシリーズ主演男優賞                                     | 真田広之 | 受賞       | [ 106 ] [ 107 ] |
| 第30回クリティクス・チョイス・アワード                 | 2025年2月7日   | ドラマシリーズ主演女優賞                                     | アンナ・サワイ | ノミネート | [ 106 ] [ 107 ] |
| 第30回クリティクス・チョイス・アワード                 | 2025年2月7日   | ドラマシリーズ助演男優賞                                     | 浅野忠信 | 受賞       | [ 106 ] [ 107 ] |
| 第30回クリティクス・チョイス・アワード                 | 2025年2月7日   | ドラマシリーズ助演男優賞                                     | 平岳大 | ノミネート | [ 106 ] [ 107 ] |
| 第30回クリティクス・チョイス・アワード                 | 2025年2月7日   | ドラマシリーズ助演女優賞                                     | 穂志もえか | 受賞       | [ 106 ] [ 107 ] |
| 第14回AACTA国際賞                                      | 2025年2月7日   | ドラマシリーズ作品賞                                         | 『SHOGUN 将軍』 | 受賞       | [ 108 ] [ 109 ] |
| 第14回AACTA国際賞                                      | 2025年2月7日   | テレビシリーズ男優賞                                         | 真田広之 | ノミネート | [ 108 ] [ 109 ] |
| 第14回AACTA国際賞                                      | 2025年2月7日   | テレビシリーズ女優賞                                         | アンナ・サワイ | ノミネート | [ 108 ] [ 109 ] |
| 第24回AARP大人のための映画賞                           | 2025年2月9日   | テレビシリーズ/リミテッドシリーズ作品賞                      | 『SHOGUN 将軍』 | 受賞       | [ 110 ] [ 111 ] |
| 第24回AARP大人のための映画賞                           | 2025年2月9日   | テレビ男優賞                                                 | 真田広之 | ノミネート | [ 110 ] [ 111 ] |
| 第40回インディペンデント・スピリット賞                 | 2025年2月22日  | 新作シリーズ賞                                               | 『SHOGUN 将軍』 | 受賞       | [ 112 ]         |
| 第40回インディペンデント・スピリット賞                 | 2025年2月22日  | 新作シリーズ主演俳優賞                                       | 真田広之 | ノミネート | [ 112 ]         |
| 第40回インディペンデント・スピリット賞                 | 2025年2月22日  | 新作シリーズ主演俳優賞                                       | アンナ・サワイ | ノミネート | [ 112 ]         |
| 第40回インディペンデント・スピリット賞                 | 2025年2月22日  | 新作シリーズ助演俳優賞                                       | 浅野忠信 | ノミネート | [ 112 ]         |
| 第40回インディペンデント・スピリット賞                 | 2025年2月22日  | 新作シリーズ助演俳優賞                                       | 穂志もえか | ノミネート | [ 112 ]         |
| 第31回全米映画俳優組合賞                               | 2025年2月23日  | ドラマシリーズ男優賞                                         | 真田広之 | 受賞       | [ 113 ]         |
| 第31回全米映画俳優組合賞                               | 2025年2月23日  | ドラマシリーズ男優賞                                         | 浅野忠信 | ノミネート | [ 113 ]         |
| 第31回全米映画俳優組合賞                               | 2025年2月23日  | ドラマシリーズ女優賞                                         | アンナ・サワイ | 受賞       | [ 113 ]         |
| 第31回全米映画俳優組合賞                               | 2025年2月23日  | アンサンブル賞                                               | 『SHOGUN 将軍』 | 受賞       | [ 113 ]         |
| 第31回全米映画俳優組合賞                               | 2025年2月23日  | スタント・アンサンブル賞                                     | 『SHOGUN 将軍』 | 受賞       | [ 113 ]         |
| 英国アカデミー賞テレビ部門                             | 2025年5月11日  | 国際作品賞                                                   | 『SHOGUN 将軍』 | 受賞       | [ 114 ] [ 115 ] |
| 第5回クリティクス・チョイス・スーパー・アワード        | 2025年8月7日   | アクションシリーズ/リミテッドシリーズ/テレビ映画作品賞       | 『SHOGUN 将軍』 | 受賞       | [ 116 ] [ 117 ] |
| 第5回クリティクス・チョイス・スーパー・アワード        | 2025年8月7日   | アクションシリーズ/リミテッドシリーズ/テレビ映画男優賞       | 真田広之 | 受賞       | [ 116 ] [ 117 ] |
| 第5回クリティクス・チョイス・スーパー・アワード        | 2025年8月7日   | アクションシリーズ/リミテッドシリーズ/テレビ映画女優賞       | アンナ・サワイ | 受賞       | [ 116 ] [ 117 ] |
| 第5回クリティクス・チョイス・スーパー・アワード        | 2025年8月7日   | スーパーヒーローシリーズ/リミテッドシリーズ/テレビ映画悪役賞 | 平岳大 | ノミネート | [ 116 ] [ 117 ] |